# El color dels diners
El color dels diners (títol original en anglès, The Color of Money) és una pel·lícula dramàtica esportiva estatunidenca dirigida per Martin Scorsese, estrenada el 1986, adaptació de la novel·la homònima de Walter Tevis. És la continuació de la pel·lícula El vividor de 1961, dirigida per Robert Rossen. És protagonitzada per Paul Newman repetint el seu paper de "Fast Eddie" Felson, pel qual va guanyar un Oscar. La pel·lícula també compta amb la participació de Tom Cruise, interpretant un estafador de billar, i amb Mary Elizabeth Mastrantonio com a xicota del personatge de Cruise.
Ha estat doblada al català.

## Argument
Eddie Felson, anomenat "Fast Eddie", és un vell jugador de billar que s'ha retirat sota la pressió d'uns gàngsters. Coneix Vincent, un jove i prometedor jugador de billar que li reflecteix una jove imatge d'ell mateix. Eddie li proposa ensenyar-li els secrets del billar i d'esdevenir un pro de l'arnaque. Després d'alguns dubtes, Vincent accepta i Eddie els porta a ell i la seva amiga Carmen a un recorregut per les sales de billars del país. Tanmateix, la tendència de Vincent a fanfarronejar massa del seu talent els fa perdre molts diners i es barallen. Finalment en el moment d'un gran torneig, Vincent li dona una bona lliçó a Eddie.

## Repartiment
- Paul Newman: Fast Eddie Felson
- Tom Cruise: Vincent Lauria
- Mary Elizabeth Mastrantonio: Carmen
- Helen Shaver: Janelle
- John Turturro: Julian
- Forest Whitaker: Amos
- Bill Cobbs: Orvis

## Producció

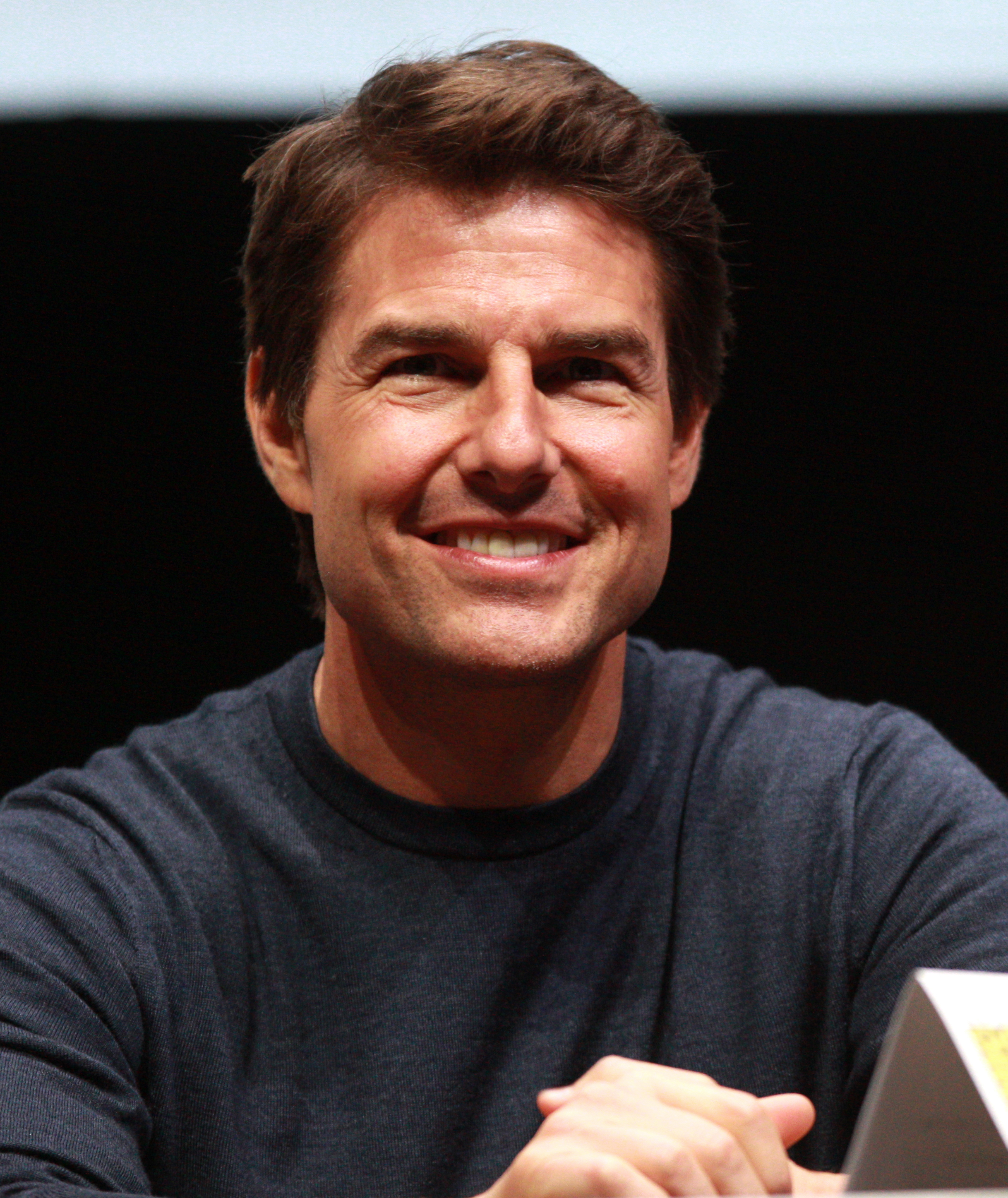
Per realitzar els seus propis trets de billar, Tom Cruise va practicar durant hores i hores.

The Color of Money va ser llançada per Touchstone Pictures després que tant 20th Century Fox com Columbia Pictures ho declinessin. La pel·lícula es va rodar durant 49 dies, amb el director de fotografia Michael Ballhaus i un pressupost de 14,5 milions de dòlars. És una adaptació de la novel·la homònima de 1984 de Walter Tevis i va ser escrita per Richard Price. Tot i que presenta alguns personatges de la novel·la, no va ser escrita per ser una seqüela. Tevis va escriure un guió però els cineastes van decidir no utilitzar-lo. Jean-Pierre Léaud va ser considerat breument pel paper de Vincent. Es va rodar a Chicago i als seus voltants, amb gran part del rodatge en sales de billar reals i no en platós construïts. La pel·lícula va ser editada per Thelma Schoonmaker, que va utilitzar primeríssims plans de boles de billar en joc així com imatges més àmplies dels jugadors per capturar l'essència d'una sala de billar.
Scorsese ha citat la influència de les tècniques i la il·luminació al Black Narcissus de Powell–Pressburger de 1947 en la realització de la pel·lícula. En particular, afirma que els primers plans extrems de Tom Cruise al voltant de la taula de billar es van inspirar en els de les monges d'aquella pel·lícula. L'estrella principal, Paul Newman, va dir que el millor consell que li va donar Scorsese va ser "intentar no ser graciós". Cruise va realitzar la majoria de les seves pròpies preses de billar. Una excepció va ser un llançament en suspensió d'una bola per sobre de dues boles. Scorsese pensava que Cruise podria aprendre el llançament, però que trigaria massa temps, així que va ser el jugador professional Mike Sigel qui el va realitzar. Cruise va esmentar que, per preparar-se per al paper, va comprar una taula de billar per al seu apartament i va practicar durant hores i hores. En substitució del valuós pal de billar de Balabushka a la pel·lícula va ser en realitat un Joss J-18 (que més tard es va convertir en el Joss 10-N7), fet per assemblar-se a un Balabushka clàssic.
Sigel va fer de director tècnic, i ell i la companya jugadora Ewa Mataya Laurance van ser consultors tècnics i intèrprets de tirs a la pel·lícula. Absent de la pel·lícula hi ha el personatge Minnesota Fats, interpretat per Jackie Gleason a The Hustler. Més endavant, Newman va expressar el seu desig que el personatge estigués present, però va notar que cap dels intents per incorporar-lo ajustava bé amb la història que s'estava desenvolupant. Segons Scorsese, sembla que Gleason estava d'acord amb l'opinió de Newman que Minnesota Fats no era essencial per a la història de la pel·lícula. Scorsese va dir que a Gleason se li va presentar un esborrany del guió en el qual Fats havia treballat a la narració, però que en llegir-lo, Gleason es va negar a repetir el paper perquè sentia que el personatge semblava haver estat afegit com "una idea posterior".

## Estrena
The Color of Money es va estrenar al Ziegfeld Theatre de la ciutat de Nova York a Nova York el 8 d'octubre de 1986. La pel·lícula es va estrenar comercialment als Estats Units el 17 d'octubre de 1986. L'estrena nord-americana es va limitar només a cinemes seleccionats de tot el país, i la pel·lícula s'estrenà en més sales durant les quatre setmanes següents. La pel·lícula va recaptar més de 52 milions de dòlars als Estats Units. Va ser llançada en DVD el 3 de gener de 2000 i en Blu-ray el 5 de juny de 2012.

## Música
- Eric Clapton (cançó It's In The Way You Use It)
- Don Henley (cançó Who Owns This Place?)
- Danny Kortchmar (cançó Who Owns This Place?)
- Robert Palmer (cançó Let Yourself in for It)
- Robbie Robertson (cançó Don't Tell Me Nothin)
- J.D. Souther (cançó Who Owns This Place?)
- Jerry Williams (cançó Standing on the Edge)
- Gene de Paul (cançó I'll Remember)

## Premis i nominacions

### Premis
- 1987: Oscar al millor actor per Paul Newman

### Nominacions
- 1987: Oscar a la millor actriu secundària per Mary Elizabeth Mastrantonio
- 1987: Oscar a la millor direcció artística per Boris Leven i Karen O'Hara
- 1987: Oscar al millor guió adaptat per Richard Price
- 1987: Globus d'Or al millor actor dramàtic per Paul Newman
- 1987: Globus d'Or a la millor actriu secundària per Mary Elizabeth Mastrantonio